# قانون الجماعات الأوروبية (المعدل) لعام 1986
قانون الجماعات الأوروبية (المعدل) لعام 1986 هو قانون صادر عن برلمان المملكة المتحدة. والذي شهد أول تعديل رئيسي لقانون الجماعات الأوروبية لعام 1972 منذ انضمام المملكة المتحدة لأول مرة إلى المجموعات الأوروبية قبل ثلاثة عشر عامًا، لتضمين الأحكام التي تم الاتفاق عليها في القانون الأوروبي الموحد والذي تم التوقيع عليه في 17 و28 فبراير 1986 وتم إدراجه في القانون المحلي للمملكة المتحدة. وقد حصل القانون على الموافقة الملكية في 7 نوفمبر 1986.
تم إلغاء القانون بموجب قانون الاتحاد الأوروبي (الانسحاب) لعام 2018 في 31 يناير 2020.